# Los Andes (departamento)
Departamento Los Andes é um departamento da província de Salta, na Argentina.